# Vorderer Zellerhut
Vorderer Zellerhut är ett berg i Österrike.   Det ligger i distriktet Bruck-Mürzzuschlag och förbundslandet Steiermark, i den östra delen av landet, 100 km sydväst om huvudstaden Wien. Toppen på Vorderer Zellerhut är 1 609 meter över havet, eller 211 meter över den omgivande terrängen. Bredden vid basen är 1,9 km.
Terrängen runt Vorderer Zellerhut är huvudsakligen kuperad, men söderut är den bergig. Runt Vorderer Zellerhut är det ganska glesbefolkat, med 48 invånare per kvadratkilometer.. Närmaste större samhälle är Mariazell, 6,6 km öster om Vorderer Zellerhut. 
I omgivningarna runt Vorderer Zellerhut växer i huvudsak blandskog.